# Orlando Pérez
Orlando Pérez – kubański zapaśnik w stylu klasycznym. Dziewiąty na mistrzostwach świata w 1983. Złoto na igrzyskach panamerykańskich w 1983 i igrzyskach Ameryki Środkowej i Karaibów w 1982 roku.